# Samariscus asanoi
Samariscus asanoi är en fiskart som beskrevs av Akira Ochiai och Amaoka 1962. Samariscus asanoi ingår i släktet Samariscus och familjen Samaridae. Inga underarter finns listade i Catalogue of Life.